# 赤胸狼蛛
赤胸狼蛛（学名：Lycosa rufisternum）为狼蛛科狼蛛属的动物。在中国大陆，分布于甘肃等地。该物种的模式产地在甘肃。